# Liagoropsis
Liagoropsis, rod crvenih algi smješten u vlastitu porodicu Liagoropsidaceae, dio reda Nemaliales. Postoje dvije priznate vrste, obje morske.

## Vrste
1. Liagoropsis maxima Yamada - tipična
2. Liagoropsis schrammii (P.Crouan & H.Crouan) Doty & I.A.Abbott

Sinonimi:
- Liagoropsis yamadae Ohmi & Itono →Dotyophycus yamadae (Ohmi & Itono) Abbott & Yoshizaki